# Palau Loredan dell'Ambasciatore
El Palau Loredan dell'Ambasciatore és un palau de Venècia, situat al barri de Dorsoduro i amb vistes al Gran Canal, entre el Palau Moro i la Casa Mainella.

## Història
Els Loredan, als quals pertanyia el palau, van ser una de les famílies més il·lustres de les anomenades "cases noves" que van aconseguir la dignitat de dux el 1501 amb Leonardo Loredan i una segona vegada amb Francesco el 1572.
Noble residència de la família Loredan, el palau data de la segona meitat del segle XV. El nom "Ambaixador" es deu al fet que, durant el duxat de Francesco Loredan, el palau va estar a disposició de l'ambaixada austríaca durant 29 anys, amb la condició que l'ambaixador pagués el lloguer per avançat i restaurés l'edifici amb les seves pròpies despeses. La proposta va ser acceptada i el 1754 l'ambaixador Filippo di Rosenberg Orsini va establir-s'hi. A partir de 1764, va ser el comte Giacomo Durazzo, ambaixador imperial a Venècia (1764-1784), pertanyent a una històrica família genovesa, qui es va establir al palau amb la seva esposa Ernestine Aloisia Ungnad von Weissenwolff, una noble austríaca. El retrat de la parella, obra de Martin van Meytens, es conserva ara al Museu Metropolità d'Art de Nova York.
El 1891 el palau va ser destruït en gran part per un incendi, però va ser restaurat ràpidament. Actualment és la residència privada de la família Gaggia.

## Descripció
L'edifici d'estil gòtic probablement es va erigir cap al 1470 i té tres plantes a la part frontal, mentre que a la posterior s'eleva una, d'època posterior.
El que caracteritza aquest palau o més aviat la seva façana (més que la seva mida que s'acosta molt a la quadrada) és el seu gran rigor arquitectònic. Dues plantes principals amb finestres polifores superposades. Superada la meitat del segle XV, tot i que l'operació arquitectònica encara és clarament gòtica, ens dirigim cap a una nova era i la idea general que caracteritza el conjunt ja no és la del passat.

### Planta baixa
La planta baixa té un bell portal ogival i dos nivells de petites finestres monófores. La primera planta noble es mostra amb una elegant loggia, composta per una finestra ogival quadrifora delimitada per balustrades i petites columnes amb forats a sobre, dins del marc de marbre, seguint el model del Palau Ducal i la Ca' d'Oro; la planta noble té les mateixes finestres monófores, però centralment repeteix només la finestra monófora, sense les decoracions. Lateralment, dues finestres monófores a cada costat, amb dos baixos relleus figuratius al centre que representen l'escut d'armes dels Loredan.

### El segon pis
És característica la solució dels dos nínxols amb pàgines portadores d'escuts col·locats als espais lliures del mur que, juntament amb les dues finestres monófores, formen les sales laterals; sobre aquests motius arquitectònics i escultòrics de nova solució, Arslan destaca la intervenció d'artistes renaixentistes.

Detalls de la façana fotografiats per Paolo Monti, 1969
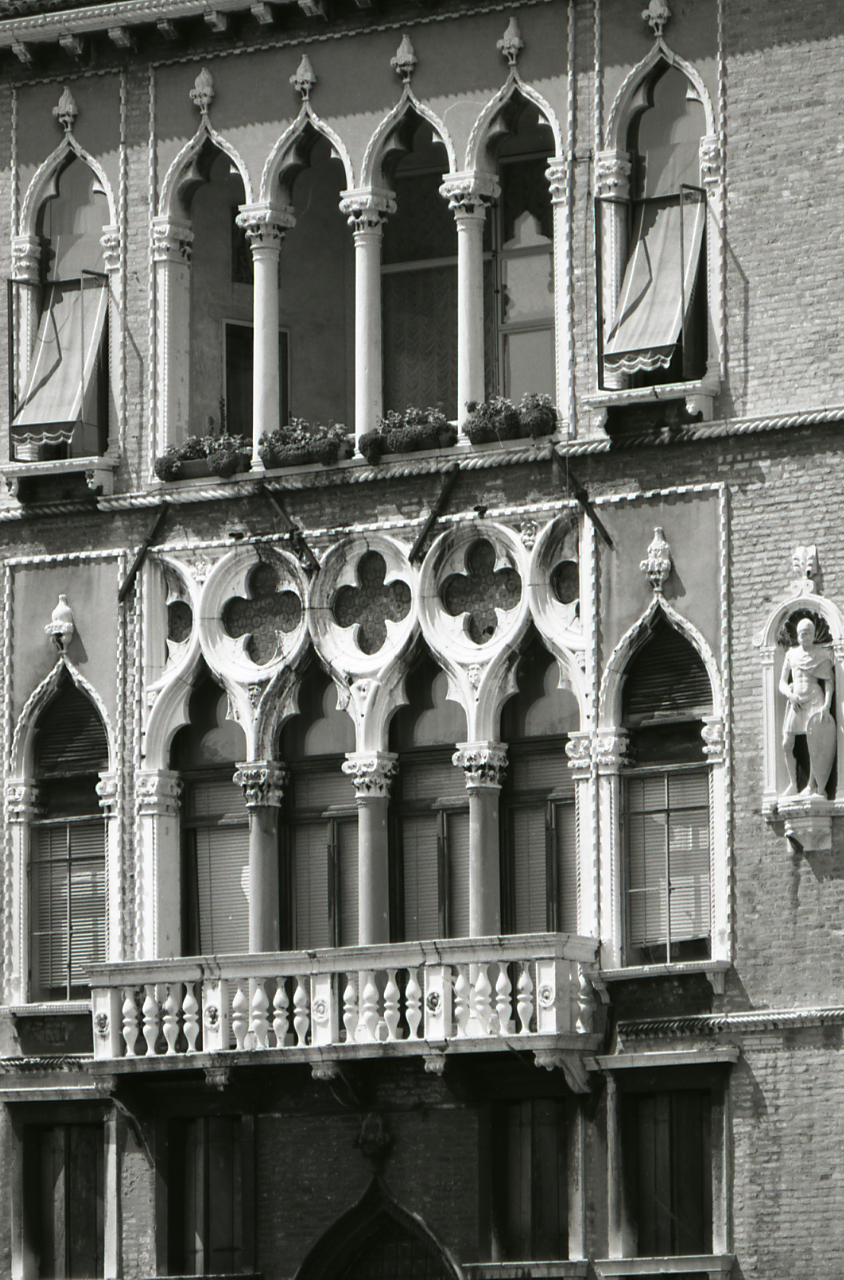
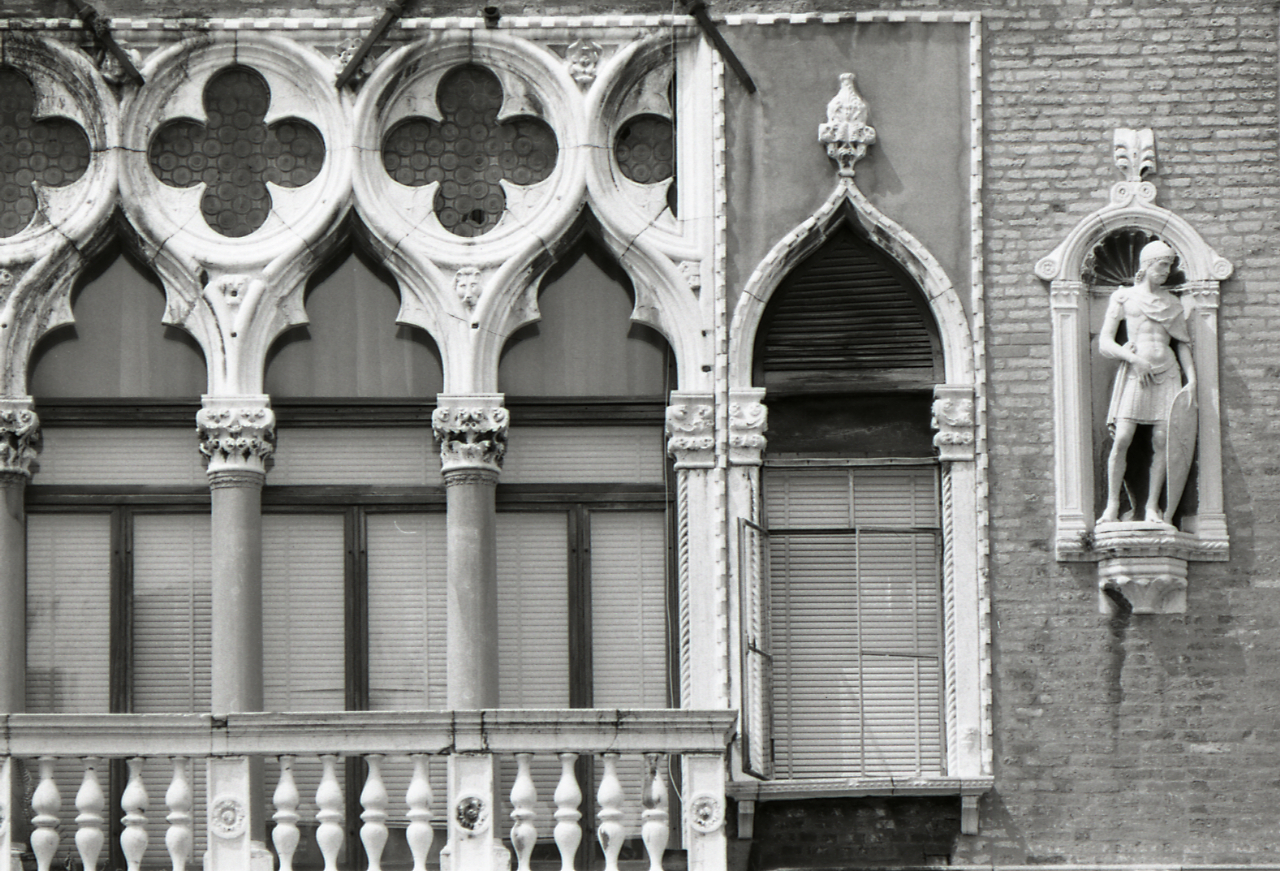